# علم غانا
اعتمد علم غانا رسميا في أذار / مارس من سنة 1957 ألوان علم غانا هي الأحمر والأصفر والأخضر والأسود وهي بذلك تشبه الكثير من البلدان الأفريقية التي اعتمدت هذه الألوان بعد نيل استقلالها يرمز اللون الأحمر الموجود في العلم دماء التضحية من أجل الاستقلال ويرمز اللون الأصفر إلى الرواسب المعدنية ويمثل اللون الأخضر إلى الغابات الموجودة في غانا ويرمز النجم الأسود الموجود في العلم إلى قارة أفريقيا حرة.

## التاريخ
- علم إمبراطورية آشانتي, والخاص بأرض ساحل الذهب.[1][2]
- علم ساحل الذهب الإنجليزي, والخاص بأرض غانا.
- علم اتحاد الدول الأفريقية.
- علم غانا الوطني, (1962-1966).
- العلم الرئاسي الغاني منذ عام 1966. ويتشابه مع العلم الوطني الغاني في اللون الذهبي

العلم الحكومي الغاني، الذي اعتمد في عام 1957، حتى عام 1962. مثل، عندما تم تشكيل الدولة في اتحاد الدول الأفريقية، كان علم الاتحاد على غرار علم بوليفيا، ولكن مع اثنين من النجوم السوداء، التي تمثل الدول . في مايو 1959، تم إضافة نجمة ثالثة. تحديد مكان كيف تم ترتيب النجوم، وكان من الممكن أن كانوا مرتبة في المثلث، وعلى الرغم من أن تشكيل ثلاثة في واحد في خط (كما هو موضح هنا) هو أكثر احتمالا.
في عام 1962، قبل تفكك الاتحاد في العام التالي، اعتمدت غانا البديل من الالوان الثلاثة عام 1957 مع الأبيض في مكان الأصفر، بعد ألوان كوامي نكروما الصورة الحاكمة الحزب اتفاقية الشعبية وعلى غرار علم المجر. أعيد الأصلي 1957 العلم في عام 1966 بعد الإطاحة بنكروما في مجلس التحرير الوطني.

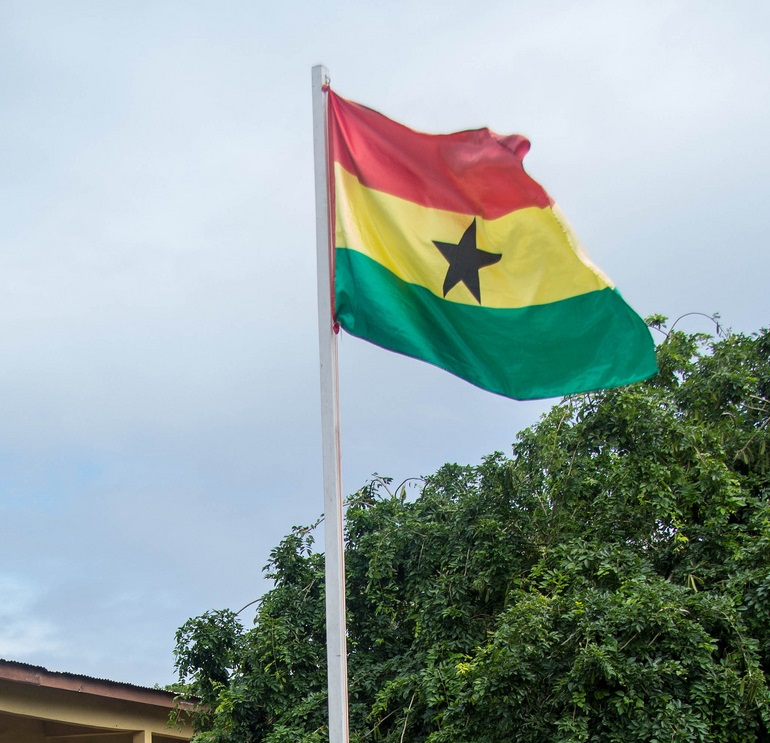
علم غانا يرفرف عاليًا

## أعلام مشابهة حسب التصميم

### أعلام مشابهة للعلم الحالي

علم بوليفيا
علم إثيوبيا
علم غينيا بيساو
علم ساو تومي وبرينسيب

### أعلام مشابهة للعلم السابق

علم المجر
علم أرض الصومال